# Hyun Hee
Hyun Hee, née le 4 octobre 1976 à Seongnam, est une escrimeuse sud-coréenne.

## Carrière
Hyun Hee est la première championne du monde de l'histoire de l'escrime sud-coréenne en remportant la médaille d'or en épée individuelle lors des Championnats du monde d'escrime 2002 à Lisbonne. Elle remporte lors des Jeux asiatiques de 2002 à Busan la médaille d'or en épée par équipes et la médaille d'argent en épée individuelle.
En décembre 2003, elle annonce son abandon des qualifications des Jeux olympiques d'été de 2004, des suites de dommages au cartilage au genou subis lors des Mondiaux de 2002.